# ناحیه آواران
ناحیه آواران (به اردو: ضلع آواران) نام ناحیه‌ای است در جنوب استان بلوچستان پاکستان.
این ناحیه سه تحصیل دارد به نام‌های:
- تحصیل جهلجاو
- تحصیل آواران
- تحصیل ماشکی

این ناحیه ۲۱۶ روستا دارد.
قبیله‌های ساکن در این ناحیه عبارتند از رند، بزنجو، میروانی و منگل و غیره.